# The Honourable Schoolboy
The Honourable Schoolboy  (Brasil: Sempre um Colegial / Portugal: O Ilustre Colegial) é um romance de suspense e espionagem de John le Carré. George Smiley deve reconstruir um serviço de inteligência para executar uma operação de espionagem ofensiva bem-sucedida para evitar que a organização seja desmantelada pelo governo

## Enredo
A toupeira foi eliminada, mas a devastação que deixou na sua esteira depauperou gravemente os serviços secretos britânicos. Investido da chefia do Circus, numa altura em que a organização se encontra altamente comprometida, George Smiley lança-se numa campanha que visa pôr a descoberto aquilo que o Centro de Moscovo mais deseja ocultar, obstinando-se em reunir provas de que Karla prepara uma grande operação no Extremo Oriente. Talvez por aí se pudesse iniciar a reconstrução do Circus. Mas, para isso, são necessários agentes livres de qualquer suspeita, indivíduos que a toupeira não tenha detetado ou conhecido. E Smiley acredita ter encontrado o homem certo: um aristocrata tão digno e frustrado como a própria Grã-Bretanha; um ilustre colegial cuja respeitabilidade poderá ser arruinada por uma contraoperação que se revela pouco ética, como todas as operações de espionagem, mas na qual reside a grande oportunidade de o Circus renascer das cinzas.